# Gregor Gulišija
Gregor Gulišija (Split, 4. siječnja 2002.) hrvatski je nogometaš koji igra na poziciji desnog beka. Trenutačno igra za Slogu Mravince.

## Klupska karijera
Ponikao u splitskom Hajduku, za koji je igrao skoro do kraja juniorskog staža. Ljeta 2018. su mu rekli da više ne računaju na njega, pa je otišao u drugoligaša Solina. Sezonu 2018./2019. je proveo u omladinskom pogonu Solina. Ljeta 2019. zaigrao je u seniorima, vrlo brzo postao standardan i zbog izvrsnih igara te privukao interes brojnih skauta. Htjeli su ga dovesti Dinamo i Osijek, no najkonkretniju ponudu dao je francuski prvoligaš Lille i neslužbeni podatci su da se radi oko 200 tisuća eura. Gulišija je još jedna Lilleova akvizicija iz Hajduka. Lille se dokazao kao klub koji je vrsni lovac na talente, koji kupi perspektivne igrače koji ne koštaju puno, računajući na višestruko uvećanje vrijednosti igrača te ga poslije preproda bogatijim klubovima za mnogo novca. Nešto prije Lille kupio je od Hajduka Domagoja Bradarića. Nakon potpisa ugovora u zimskom prijelaznom roku 2022. prelazi u redove  HŠK Zrinjski Mostar, koji nastupa u premijer ligi Bosne i Hercegovine.

## Reprezentativna karijera
Igrao za hrvatsku mladu reprezentaciju do 17. godina u dvjema prijateljskim utakmicama protiv Slovenije. Prvi je put nastupio 25. rujna 2018. godine.